# Societas Europaea
Societas Europaea es un tipo de sociedad anónima común en toda la Unión Europea y cuyo estatus jurídico viene regulado a través de la legislación europea. Aprobado en 2004 mediante Reglamento legislativo del Parlamento Europeo y el Consejo en 2004, el proyecto regulatorio fue ideado y propuesto por la Comisión Prodi, con el fin de facilitar la aplicación de un régimen jurídico único para las compañías que operan a escala europea, pero que fuera también aplicable, mediante cláusulas de adaptación del tipo, a todas las demás empresas de tamaño significativo que quisieran someterse a un régimen que ofrece ciertas ventajas y una mayor flexibilidad organizativa.
Así, la dirección de una sociedad anónima europea (Societas Europaea) puede seguir el sistema dual germánico (órgano de administración y órgano de vigilancia) o, alternativamente, gobernarse con un estilo anglosajón, por medio del sistema conocido como monista o unitario, con un directorio o consejo de dirección-administración que integre consejeros ejecutivos y no ejecutivos. Con esta flexibilidad, los fundadores pueden elegir en el estatuto social entre ambos sistemas. El capital mínimo para operar es de 120 000 €.

## Constitución
Se puede constituir una sociedad anónima europea mediante los siguientes modos: 
- fusión de dos o más empresas;
- creación de una sociedad de cartera;
- establecimiento de una filial conjunta de dos o más empresas;
- transformación de una sociedad anónima con arreglo a la legislación nacional.

El acuerdo de SE es una de las prioridades identificadas por el Plan de Acción de Servicios Financieros (FSAP), ya que se considera esencial para la creación de un mercado de servicios financieros totalmente integrado.[cita requerida]